# 亜紀書房
株式会社亜紀書房（あきしょぼう、Akishobo Inc.）は、東京都千代田区神田神保町にある日本の出版社。1967年創業。

## 沿革
1967年（昭和42年）、棗田（）金治が創業。亜紀書房の名は、「これから来たる亜細亜の世紀をリードする」という意味を持ってつけられた。
1969年（昭和44年）、『砦の上にわれらの世界を : ドキュメント東大闘争』を刊行。序文は山本義隆。一連の学生運動の中でも特に激しかった東大闘争のさなかに出版され、運動に参加していた学生を中心に爆発的な人気を得た。
1971年（昭和46年）、『公害原論』（宇井純 著）を刊行。著者の宇井純は東京大学助手時代に新潟水俣病を実名で告発し、教授への道を絶たれた。従来の科学技術者の多くが「御用学者」の活動をしてきたと批判し、公害被害者の立場に立った視点を提唱して環境学のさきがけとなった。続刊した『公害言論 II』『公害言論 III』を併せて1988年に『公害原論 合本』として再刊、2006年に新装版『合本 公害原論』刊行。
1977年（昭和52年）、児童養護施設で暮らす子どもたちの作文を収録した『作文集 泣くものか : 子どもの人権10年の証言』（養護施設協議会 編）を刊行。翌年の第32回毎日出版文化賞を受賞。
1984年（昭和59年）、元朝鮮総連幹部が『統一日報』に連載した日記を『凍土の共和国 : 北朝鮮幻滅紀行』（キム・ウォンヂョ 著、佐藤勝巳 解説）として刊行。著者名のキム・ウォンヂョ（金元祚）はペンネームである。飢餓と強制労働に苦しむ北朝鮮の民衆の実情をはじめて暴き、その衝撃的な内容が反響を呼ぶ。2008年に新装版を発売。
1991年、『公害自主講座15年』（宇井純 編著）を刊行。宇沢弘文、星野芳郎、羽仁五郎、都留重人、小平芳平、土井たか子、中島武敏、宮崎省吾、橋本道夫ら数多くの講師を迎えて15年間にわたり東京大学でおこなわれた自主講座「公害原論」の講演録をまとめた書籍である。のち2007年に『自主講座「公害原論」の15年』と改題、2016年に新装版刊。
2001年（平成13年）、『アメリカで働くためのQ&A100』（辻 由起子・山本美知子・吉本秀子 著）と『アメリカ暮らしすぐに使える常識集』（山本美知子・斉藤由美子・結城仙丈 著）を発売し、「アメリカ暮らし」シリーズがスタート。
2005年（平成17年）、『失礼ながら、その売り方ではモノは売れません』（林文子 著）が13万部のベストセラーに。
2007年（平成19年）、「亜紀書房翻訳ノンフィクション・シリーズ」がスタート。2007年に『ニュース・ジャンキー』（ジェイソン・レオポルド 著）を刊行後、『アーミッシュの赦し』（ドナルド・B・クレイビル 他著、2008年）、『ユダヤ人を救った動物園』（ダイアン・アッカーマン 著、2009年）、『アフガン、たった一人の生還』（マーカス・ラトレル 著、2009年）、『哲学する赤ちゃん』（アリソン・ゴプニック 著、2010年）『災害ユートピア』（レベッカ・ソルニット 著、2010年）と次々と翻訳ノンフィクションを刊行。
2007年（平成19年）、防衛大学教授陣による安全保障を扱った一連の著作の刊行を開始
2009年（平成21年）、『環境問題を経済から見る : なぜ日本はEUに追いつけないのか』（福島清彦 著）が日経BP・Biz-Tec図書賞を受賞。
2011年（平成23年）、前年末に刊行したレベッカ・ソルニット 著『災害ユートピア : なぜそのとき特別な共同体が立ち上がるのか』が、東日本大震災後、新聞・テレビなどで必読の書としてとりあげられ話題を呼ぶ。同作で第27回梓会出版文化賞特別賞を受賞。2018年にも、第15回「出版梓会新聞社学芸文化賞」を受賞。
2011年、ZERO事業部が発足する。

## 著名な刊行物
- 『砦の上にわれらの世界を : ドキュメント東大闘争』（編：東大闘争全学共闘会議）
- 『公害原論』（著：宇井純）
- 『作文集 泣くものか : 子どもの人権10年の証言』 (編：全社協養護施設協議会） ※全社協は社会福祉協議会の略。
- 『凍土の共和国 : 北朝鮮幻滅紀行』（著：キム・ウォンヂョ、解説：佐藤勝巳）

### 翻訳ノンフィクション・シリーズ
- 『ニュース・ジャンキー : コカイン中毒よりもっとひどいスクープ中毒』（著：ジェイソン・レオポルド、訳：青木玲）
- 『アーミッシュの赦し : なぜ彼らはすぐに犯人とその家族を赦したのか』（著：ドナルド・B・クレイビル ほか、訳：青木玲）
- 『イギリスを泳ぎまくる』（著：ロジャー・ディーキン、訳：野田知佑）
- 『ユダヤ人を救った動物園 : ヤンとアントニーナの物語』（著：イアン・アッカーマン、訳：青木玲）[10]
- 『アフガン、たった一人の生還』（著：マーカス・ラトレルほか、訳：高月園子）[11]
- 『哲学する赤ちゃん』（著：アリソン・ゴプニック、訳：青木玲）
- 『災害ユートピア : なぜそのとき特別な共同体が立ち上がるのか』（著：レベッカ・ソルニット、訳：高月園子）
- 『キレイならいいのか : ビューティ・バイアス』（著：デボラ・L・ロード、訳：栗原泉）
- 『悪いヤツを弁護する』（著：アレックス・マックブライド、訳：高月園子）

## 亜紀書房ZERO事業部
2011年（平成23年）2月21日、亜紀書房ZERO事業部が発足。

編集部を名乗っていないのは、「従来の『出版』『出版社』『編集部・営業部』の概念や枠組みにとらわれることなく、新しい分野や方法に挑戦していきたいという思いから」だとしている。書籍などの紙媒体のほか、クラウド型マルチコンテンツモールFan+で、「談志市場」「サイエンスエレメンツ」でデジタルコンテンツを発信するなど、クロスメディアな活動を行っていた。
2013年（平成25年）7月に分社独立し、株式会社dZEROを設立する。「サイエンスエレメンツ」「談志市場」の全コンテンツが株式会社dZEROが運営する動画配信サービス「dZERO」 に引き継がれた。

### 談志市場
亜紀書房ZERO事業部が立川談志の事務所である談志役場の協力で、クラウド型コンテンツモール「Fan+」に出店していたデジタルコンテンツショップ。2013年6月のクラウド型コンテンツモールFan+のサービス終了にともない、現在は株式会社dZEROが運営する動画配信サービス「dZERO」に引き継がれている。談志の高座や楽屋噺の映像を配信し、「テレビでも見ることができない、ラジオで聞くこともできない、Webで見ることもできない、DVDやCDなどのパッケージでもお目にかかれない、談志師匠のオリジナルコンテンツ」としている。

### おもな刊行作品一覧
- 『Beフラット』（著：中村安希）
- 『放射線被ばく CT検査でがんになる』（著：近藤誠）
- 『通勤数学1日1題』（著：岡部恒治）
- 『クライマックス名作案内1 人間の強さと弱さ』（著：齋藤孝）
- 『クライマックス名作案内2 男と女』(著：齋藤孝）
- 『ザッツ・ア・プレンティー』（著：松岡弓子）
- 『俺と戦争と音楽と』（著：ミッキー・カーチス）
- 『黒人コミュニティ、「被差別と憎悪と依存」の現在』（著：高山マミ）
- 『電通と原発報道』（著：本間龍）
- 『立川談志自伝 狂気ありて』（著：立川談志）
- 『20代からはじめるキャリア3.0』（著：野津卓也）
- 『DNA対談 談志の基準』（著：松岡弓子＋立川志らく）